# Schefflera salweenensis
Schefflera salweenensis là một loài thực vật có hoa trong Họ Cuồng cuồng. Loài này được W.W.Sm. miêu tả khoa học đầu tiên năm 1917.